# Claus von Ahlefeldt (Feldmarschall)

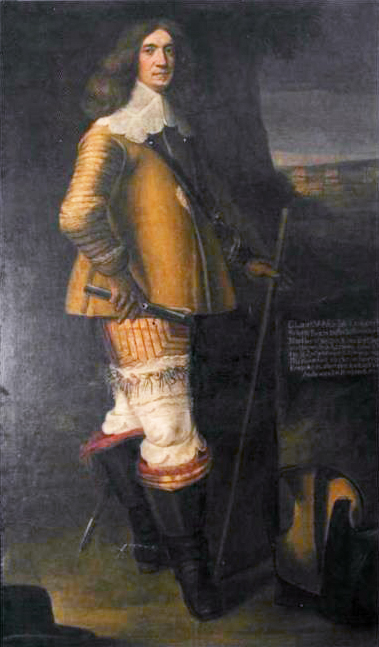
Claus von Ahlefeldt

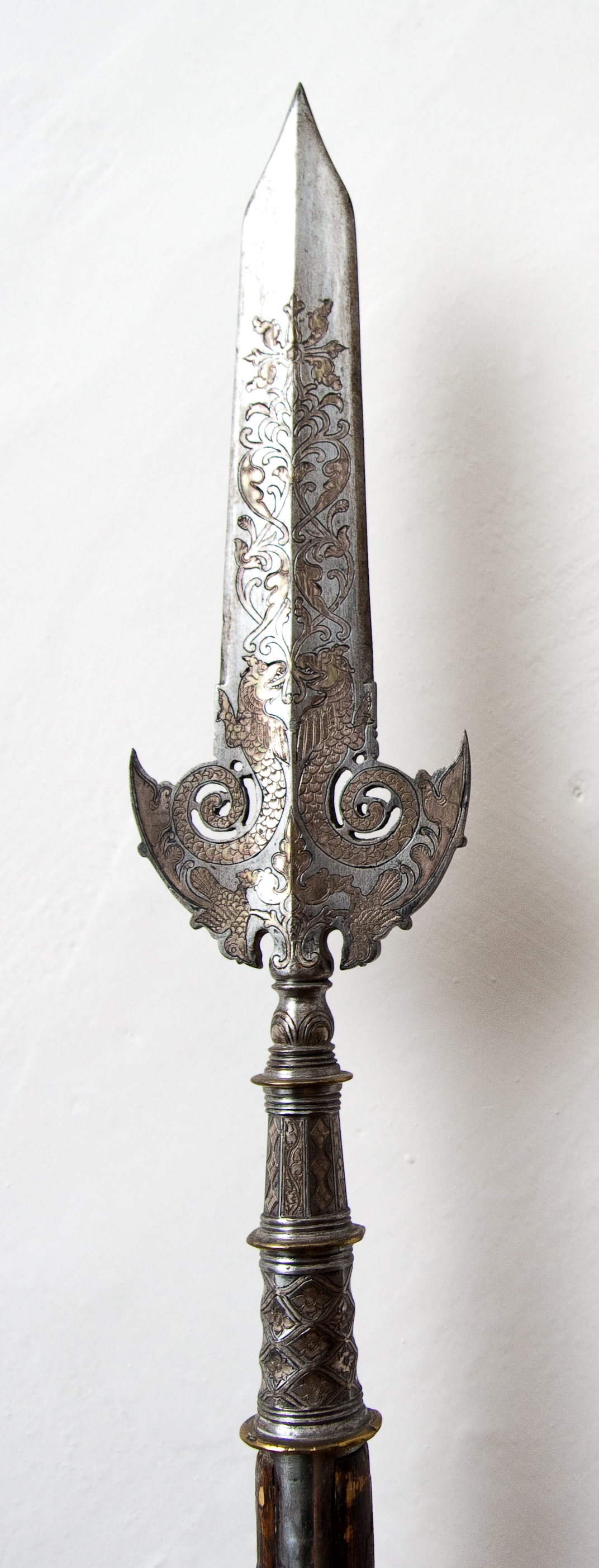
Von Claus von Ahlefeldt benutzte Lanze im Dänischen Nationalmuseum

Claus von Ahlefeldt (* 2. September 1614 in Gelting; † 1674) war ein dänischer Feldmarschall und Befehlshaber aller Streitkräfte in Norwegen. Er war Erbherr der Herrschaft Bramstedt (siehe auch Bramstedter Schloss), Schierensee, Klein Nordsee und Ritter des Elefanten-Ordens und des Dannebrog-Ordens.

## Leben
Claus von Ahlefeldt war ein Sohn von Carl von Ahlefeldt zu Koselau (* 30. November 1576; † vor 1634) und der Beate von Rantzau (* ca. 1590; † vor 12. April 1657 in Husum). Er diente als Offizier im kaiserlichen Heer, trat 1634 in das Heer von Wallenstein ein und sah, wie dieser am 15. Februar 1634 starb. Er wurde dann im Mai 1634 in Leiden immatrikuliert und kam im Juli 1635 nach Paris. Von 1636 bis 1639 war er Hofjunker bei König Christian IV., 1643 königlicher Rat und wurde am 25. Dezember Oberstleutnant.
Er nahm an der Eroberung von Itzehoe am 19. Januar 1644 teil. Am 25. Dezember 1644 erhielt er seine Bestallung zum Generalmajor der Kavallerie über das alte Rantzauische Regiment in Glückstadt. Am 30. Dezember 1644 nahm er an der Eroberung des Schlosses Ribe teil. Am 5. Juli 1645 wurde ihm das Regiment Bauer verliehen. Bei der Hochzeit mit Elisabeth Sophie Gyldenlöv (1633–1654), einer außerehelichen Tochter von Christian IV., erhielt er 1648 Bramstedt aus dem Erbe seiner kurz zuvor verstorbenen Schwiegermutter Vibeke Kruse. 1650 kaufte er Klein-Nordsee aus der Konkursmasse seiner Mutter.
Von 1656 bis 1657 war er Chef des Reiterregimentes Henrik von Ahlefeldt und wurde im Dezember 1657 Chef eines Dragonerregimentes. Nach dem Tode seines Schwagers Ulrich Christian Gyldenlöv am 11. Dezember 1658 übernahm er die Verteidigung der Westfront von Kopenhagen.
Am 2. Februar 1659 wurde er Generalleutnant und schlug am 10./11. Februar 1659 den Angriff auf die Südwestfront ab. Er war einer der Hauptführer in der Schlacht bei Nyborg am 14. Dezember und erhielt den Oberbefehl über Fünen. Am 23. Dezember 1659 wurde er General der Infanterie, Richter im Kriegskollegium, Oberbefehlshaber der Miliz in Norwegen und Leiter des Amtes Trondheim. Vom 4. Februar 1671 an war er Gouverneur von Nyborg und Leiter des Amtes Nyborg. Am 28. April 1669 zum Feldmarschall befördert, starb er fünf Jahre später 1674. Sein Grab befindet sich in der St. Nikolai-Kirche in Kiel. Auch sein Bild hängt dort. Seine Rüstung ist im Museum in Schleswig.

## Drei Ehen
Ahlefeldt war dreimal verheiratet:
- 1. mit Catharina von Qualen, † 1639 in Lübeck nach der Geburt ihrer Tochter Elenore Christine, die später den Rittmeister und späteren Gouverneur in Tobago, Frantz Monck, heiratete.
- 2. mit Elisabeth Sophie Gyldenlöv (* 1633, verheiratet 18. Juni 1648, † 20. Januar 1654), Tochter des dänischen Königs Christian IV. und der Vibeke Kruse († 28 Apr 1648).

Die gemeinsame Tochter Christine Sophie Amalie auf Ulriksholm/Fünen. (1650–1729) war mit dem Generalmajor Claus von Oertzen verheiratet (und später geschieden). Sie heiratete danach Gottfried von Kielmannseck und nach dessen Tod den russischen Generalmajor Johann Carl von Dieden, Herr zu Hurwenen (NL)
- 3. mit Anna Hedwig Buchwald, (* 4. Januar 1629, † auf Klein-Nordsee).

Mit ihr hatte er sechs Kinder:
* Carl (* 1656; 1677 als niederländischer Rittmeister in der Schlacht bei Saint-Omer gefallen).
* Margarete Hedwig 1657 – 1659.
* Anna Beate Elisabeth 1658 – 1710, verlobte sich 1678 mit Carl Baron von Friesen auf Altrahlstedt.
* Friederike Sophie 1660 – 1663.
* Daniel Josias, geboren und gestorben 1662.
* Daniel Josias 1663 – 1689, gefallen in einem Duell mit dem Hauptmann St. Paul vor Fredrikshald.